# Spiro Petromilo
Spiro Petromilo (ur. 1959 we Wlorze) – albański aktor.

## Życiorys
Ukończył studia na wydziale sztuk scenicznych Instytutu Sztuk w Tiranie i rozpoczął występy na scenie Teatru Petro Marko we Wlorze. Na dużym ekranie zadebiutował w 1987 rolą Petro w filmie Kronika e nje nate. Zagrał potem jeszcze w czterech filmach fabularnych.

## Role filmowe
- 1987: Kronika e nje nate jako Petro
- 1987: Këmishët me dyllë jako Petro
- 1987: Në emër të lirisë jako Fatmir
- 1988: Tre vetë kapërcejnë malin jako Spiro
- 1990: Jeta ne duart e tjetrit jako Luan